# Carlos García (Musiker)
Carlos Juan Pedro García Echeverry (* 21. April 1914 in Capilla del Señor; † 4. August 2006) war ein argentinischer Tangokomponist, Pianist und Orchesterleiter.

## Leben und Wirken
García wuchs im San Cristóbal Quartier (Buenos Aires) auf und hatte zwischen 1920 und 1926 den ersten Unterricht bei Mariano Domínguez. Er arbeitete als Stummfilmpianist und studierte ab dem fünfzehnten Lebensjahr Komposition, Harmonielehre, Kontrapunkt, Fuge und Orchestration bei Pedro Rubione, der vierzig Jahre lang sein Freund und Lehrer blieb. Von 1932 bis 1938 war er Mitglied des Orchesters von Roberto Firpo. Von 1938 bis 1945 spielte er bei den Hawaiian Serenaders, einer Combo, die internationale Unterhaltungsmusik spielte. Ab 1943 war er Mitarbeiter bei EMI-Odeon, wo es seine Aufgabe war, Begleitorchester für die Solomusiker zu organisieren. Als Klavierbegleiter trat er mit der Sängerin Mercedes Simone auf.
Mitte der 1940er Jahre hatte er Rundfunkauftritte bei Radio El Mundo mit dem Orchester von Alberto Castellanos. Von 1946 bis 1960 widmete er sich überwiegend der Lehrtätigkeit. 1960 wurde er musikalischer Berater beim städtischen Rundfunk LS1 Radio Municipal von Buenos Aires und bei EMI-Odeon. 1978 trat er mit Enrique Francini, Leopoldo Federico und Atilio Stampone und den Gästen Don Costa, Billy May, Johnny Mandel und Nelson Riddle mit dem Zyklus Tangos para el mundo am Teatro Presidente Alvear in Buenos Aires auf.
García spielte Plattenaufnahmen mit Roberto Grela und mit Sängern wie Héctor Pacheco, Argentino Ledesma, Oscar Alonso, Alberto Marino, Rubén Juárez, Claudio Bergé und Francisco Llanos sowie zwei Soloalben als Pianist ein. Unter seinen Kompositionen sind insbesondere Racconto (nach einem Text von Margarita Durán) zu nennen, das von Aníbal Troilo, Miguel Caló, Osvaldo Pugliese und dem Sexteto Mayor aufgenommen wurde, weiterhin Ayudame Buenos Aires (Text von Francisco Llanos),
Mi estrella azul und Al maestro con nostalgia.